# Yeti Airlines
Yeti Airlines er et flyselskab fra Nepal med base i Kathmandu. Selskabet er grundlagt i 1998 og er tildelt IATA-koden 0Y.
Yeti Airlines opererer med omfattende indenrigsruter i Nepal med sine 10 fly, deraf fem Twin Otters med plads til 19 passagerer, samt fem Jetstream 41 med plads til maksimalt 29 passagerer.
Selskabets indenrigsnet omfatter flyruter til følgende destinationer i Nepal: Lukla, Phaplu, Rumjatar, Lamidanda, Tumlingtar, Taplejung, Bajhang, Bajura, Safebagar, Simikot, Rara, Jumla, Dolpa, Rukum, Salley, Dang, Nepalgunj, Surkhet, Meghauly, Bharatpur, Simara, Janakpur, Bhadrapur, Biratnagar, Bhairahawa og Pokhara.
Dertil kommer mountain-flights hver morgen til Mount Everest regionen, som foretages med Jetstream 41 flyene.
I 2007 har Yeti Airlines sammen med det arabiske flyselskab Air Arabia grundlagt lavprisselskabet flyyeti.com med flyruter, der forbinder Bangkok, Delhi, Hongkong, Kathmandu, Kuala Lumpur, Doha og Sharjah.